# The Dark Side of the Moon (Film)
The Dark Side of the Moon aus dem Jahr 1990 ist ein Science-Fiction-Horrorfilm des Regisseurs D.J. Webster. In Deutschland wurde der Film ab dem 30. August 1990 auf VHS vermarktet.

## Handlung
Im Jahr 2022 befindet sich das Raumschiff Spacecore 1 auf einer Routinemission, um mit Nuklearwaffen bestückte Satelliten zu warten. Als Captain Flynn und sein Stellvertreter Giles Stewart den nächsten Satelliten anpeilen möchten, kommt es zum Ausfall sämtlicher Bordsysteme. Das Notsystem, welches sofort anspringt, kann die Crew jedoch nur für 24 Stunden am Leben halten. Die Spacecore 1 steuert antriebslos auf den unerforschten, dunklen Teil des Mondes, im Film auch Centrus B 40 genannt, zu. Der Bordcomputer stellt jedoch fest, dass alle Systeme ordnungsgemäß funktionieren. Nachdem die Crew das Schiff von Hand untersucht und keine Fehler gefunden hat, sieht Alex McInny beim gemeinsamen Teetrinken durch das Bullauge ein altes Space Shuttle auf die Spacecore 1 zusteuern. Auf Anrufe über Funk meldet sich das Andockmaßnahmen einleitende Space Shuttle nicht.
Bei der Erkundung des scheinbar unbemannten Shuttles entdecken Flynn und Giles NASA-Uniformen und bergen den toten Michael C. Gotier, der eine dreieckige Wunde im Bauch hat. Als der Bordcomputer nach der Herkunft des Shuttles befragt wird, erfährt die Crew, dass es sich um die angeblich 1992 im Bermudadreieck verschollene Discovery-18 handelt. Giles findet mit Hilfe des Bordcomputers schließlich heraus, dass die Spacecore 1 genau auf der Verbindungslinie zwischen Bermudadreieck und Centrus B 40 liegt, und das 666te Schiff sei, welches im Bermudadreieck bzw. seiner Verlängerung in den Raum verloren gegangen ist.
Währenddessen erwacht Gotiers Leiche auf der Krankenstation wieder zum Leben und attackiert Alex, welche von der herbeieilenden Crew bewusstlos aufgefunden und auf einem Bett angegurtet wird.
Im weiteren Verlauf wird versucht, vom Space Shuttle Ersatzteile für die beschädigte Spacecore 1 zu bergen und mit Hilfe des Satelliten einen Notruf abzusetzen. Die Besatzung wird jedoch nach und nach dezimiert, bis nur noch Giles lebt, welcher die Spacecore 1 schließlich mit einer Atomrakete zerstören lässt.
Der Film endet mit einem Maydayruf des Raumschiffes Tiberius, welches hilflos auf Centrus B 40 zusteuert.

## Kritik
„Der Film ist technisch versiert und so einfallsreich erzählt, daß man über die deutlichen ‚Anleihen‘ bei ‚Alien‘ oder ‚Lifeforce‘ gern hinwegsieht. Fazit: Für einen B-Film-Schocker überaus kreativ gemacht.“

„Eine triviale Weltraum-Odyssee mit paranormalem Überbau und einem Übermaß an billigen Klang- und Lichteffekten; thematisch unausgegoren und kaum spannend.“

## Hintergrund
Dark Side of the Moon ist einer der ersten Filme, in dem Science-Fiction und Horror mit okkulten Elementen kombiniert werden.
Die Idee des Filmes wurde 1997 mit dem Film Event Horizon – Am Rande des Universums aufgegriffen.
Die Black-Metal-Band Nargaroth veröffentlichte ein Lied mit dem Titel „The Dark Side of the Moon“, welches nur aus Sprachsamples dieses Films besteht.
Der Filmtitel nimmt jedoch Bezug auf ein wesentlich bekannteres, gleichnamiges Musikalbum der Rockband Pink Floyd aus dem Jahr 1973, das zu den bekanntesten und bestverkauften Musikalben aller Zeiten zählt.